# Placówka Straży Celnej „Zawoja”

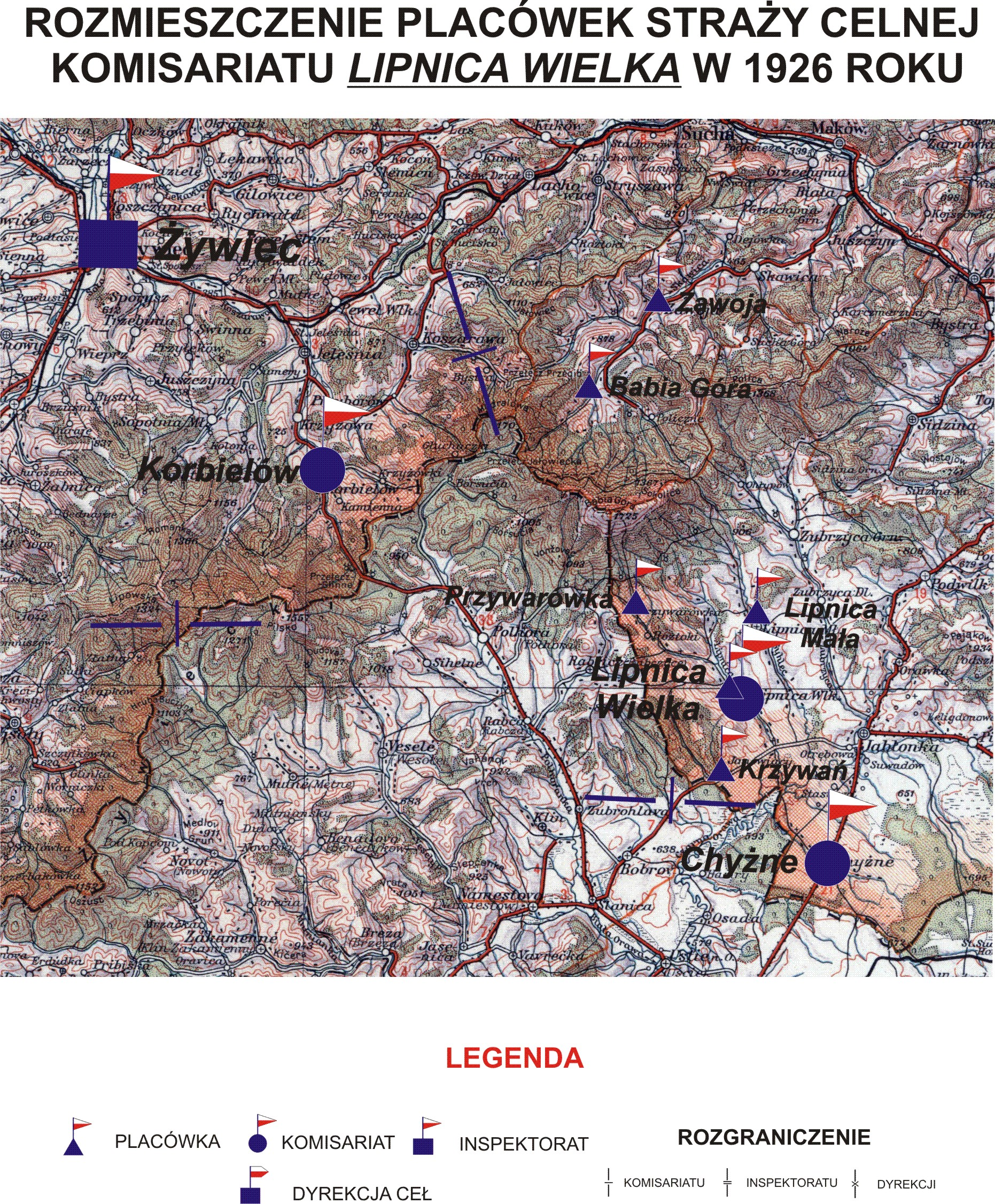
Rozmieszczenie placówek SC Komisariatu Lipnica Wielka w 1926

Placówka Straży Celnej „Zawoja” – jednostka organizacyjna Straży Celnej pełniąca w okresie międzywojennym służbę ochronną na granicy polsko-czechosłowackiej.

## Formowanie i zmiany organizacyjne
Na wniosek Ministerstwa Skarbu, uchwałą z 10 marca 1920 roku, powołano do życia Straż Celną. Od połowy 1921 roku jednostki Straży Celnej rozpoczęły przejmowanie odcinków granicy od pododdziałów Batalionów Celnych. W 1921 roku w Korbielowie stacjonował sztab 1 kompanii 7 batalionu celnego. Kompania wystawiała również placówkę w Zawoji. Proces tworzenia Straży Celnej trwał do końca 1922 roku. Placówka Straży Celnej „Zawoja” weszła w podporządkowanie komisariatu Straży Celnej „Lipnica Wielka” z Inspektoratu SC „Żywiec”.
W drugiej połowie 1927 roku przystąpiono do gruntownej reorganizacji Straży Celnej. W praktyce skutkowało to rozwiązaniem tej formacji granicznej. Ochronę północnej, zachodniej i południowej granicy państwa przejęła powołana z dniem 2 kwietnia 1928 roku Straż Graniczna.
Rozkazem nr 7 z 25 września 1929 roku w sprawie reorganizacji i zmian dyslokacji Małopolskiego Inspektoratu Okręgowego komendant Straży Granicznej płk Jan Jur-Gorzechowski określił numer i strukturę komisariatu SG „Jabłonka”. Placówka Straży Granicznej I linii „Zawoja” znalazła się w jego strukturze.

## Funkcjonariusze placówki
Kierownicy placówki
| stopień  | imię i nazwisko, numer    | okres pełnienia służby | kolejne stanowisko |
| -------- | ------------------------- | ---------------------- | ------------------ |
| strażnik | Władysław Krawczyk (1310) | był w 1926             |                    |

Obsada personalna placówki w 1926:
- strażnik Władysław Krawczyk (1310)
- strażnik Bronisław Jankowski (1357)
- strażnik Julian Szklarczyk (2160)
- strażnik Piotr Paczkowski (2230)